# Kiss Ida
Kiss Ida, Tamás Ernőné (Nagyvárad, 1902. április 4. – Budapest, Terézváros, 1936. december 23.) magyar prózaíró.

## Életútja
Kiss József és Kocsis Rozália lánya. Iskoláit a nagyváradi Orsolyarendi Zárda intézetében végezte, írói pályáját a Napkeletnél kezdte, egy ideig Budapesten élt (1923–24), itt a Pesti Napló, Magyarország, Új Idők, Hétfői Újság közölte írásait. Szerepelt a clevelandi Szabadság, a kolozsvári Keleti Újság és a bécsi Tűz hasábjain is, majd visszaköltözött szülővárosába. Halálát agydaganat okozta.
A kolozsvári Napkeletben tűnt fel Meghalt a kedvesem (1920/6) és Szálltam a hegy felé (1921/9) c. novelláival, melyek Sőni Pál megítélése szerint "teljesen az avantgarde-meghökkentés és a tér-időn kívüli és felüli szimbolika jegyében íródtak". Shami (Nagyvárad, 1922) című regénye elé Babits Mihály írt előszót. A Geniusban jelent meg Aranyszőlőt szemezgető ezüstmadár című szabadvers-szerkezetű groteszkje (1924). További kötetei: Kalászcsorduláskor (elbeszélések, Nagyvárad, 1925); Olyan jó élni (regény, Budapest, 1935).